# سان استورک پروجکت
سان استورک پروجکت (به انگلیسی: SunStroke Project) گروه موسیقی اهل مولداوی است.
آن ها در مسابقه آواز یوروویژن ۲۰۱۷ نماینده مولداوی بودند و به مقام سوم دست یافتند.